# Adam Waczyński
Adam Waczyński (ur. 15 października 1989 w Toruniu) – polski koszykarz na pozycjach rzucającego obrońcy lub niskiego skrzydłowego. Reprezentant Polski seniorów, trzykrotny uczestnik mistrzostw Europy. Czterokrotny medalista Polskiej Ligi Koszykówki, w tym dwukrotnie mistrz kraju. Dwukrotny zdobywca Pucharu Polski i jednokrotny MVP tych rozgrywek, dwukrotny zwycięzca Superpucharu Polski. Czterokrotny uczestnik Meczu Gwiazd PLK. Wybierany do każdej z trzech najlepszych „piątek” sezonów PLK. Nagrodzony tytułem Największy Postęp PLK. Od 2021 roku zawodnik hiszpańskiego klubu Casademont Saragossa.

## Życiorys

### Kariera klubowa

#### Początki kariery (do 2004)
Waczyński jest wychowankiem klubu WAX Toruń, założonego przez jego dziadka i ojca. Koszykówkę zaczął uprawiać w wieku 7 lat, a w drużynie z Torunia występował do 2004 roku.

#### Prokom Trefl Sopot (2005–2008)
Na początku 2005 roku Waczyński został zawodnikiem klubu Prokom Trefl Sopot, gdzie od razu został włączony do składu pierwszej drużyny. W barwach tego klubu w lutym 2005 roku zadebiutował w meczu Polskiej Ligi Koszykówki (mając wówczas 15 lat i 4 miesiące), zdobywając 2 punkty w meczu z AZS Koszalin (był to jego jedyny mecz w sezonie 2004/2005). Wraz z Prokomem Treflem Waczyński zdobył wówczas mistrzostwo Polski. Poza tym stał się najmłodszym wówczas debiutantem w najwyższej koszykarskiej klasie rozgrywkowej w Polsce (jego wynik pobił w 2008 roku Hubert Murzacz, który w chwili debiutu w PLK miał 14 lat i 211 dni; Waczyński pozostaje nadal najmłodszym debiutantem z koszykarzy, którzy w dalszej karierze został seniorskimi reprezentantami Polski). W 2005 roku wystąpił także w juniorskim Meczu Gwiazd Pomorskiego Okręgowego Związku Koszykówki, w którym zdobył 4 punkty dla drużyny Zachodu.
Waczyński znajdował się w składzie pierwszej drużyny Prokomu Trefla także w sezonach 2005/2006 i 2006/2007, jednak w obu z nich nie wystąpił w rozgrywkach najwyższej klasy rozgrywkowych. W sezonie 2005/2006 występował za to w drugoligowym wówczas zespole rezerw Prokomu Trefla, w którym w 13 meczach ligowych zdobywał średnio po 4,8 punktu. W kolejnych rozgrywkach także grał w II lidze, tym razem jednak w drużynie OSSM PZKosz Sopot, gdzie wystąpił w 17 spotkaniach, zdobywając przeciętnie po 16,1 punktu. Jednocześnie Waczyński był jednym z czołowych zawodników drużyny juniorskiej Prokomu Trefla, z którą w 2006 i 2007 roku zdobywał tytuły mistrza Polski w tych kategoriach wiekowych. W 2007 roku ponownie zagrał także w juniorskim Meczu Gwiazd Pomorskiego Okręgowego Związku Koszykówki, w którym zdobył 25 punktów dla zespołu Wschodu, za co został nagrodzony tytułem MVP tego spotkania.

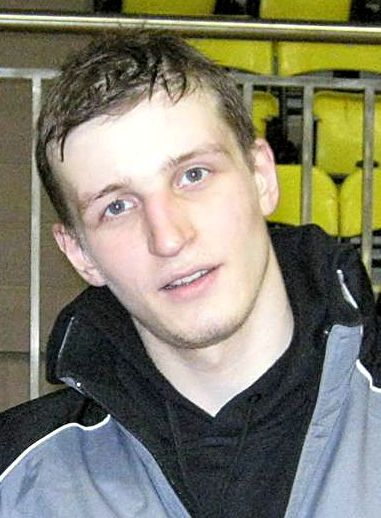
Adam Waczyński w czasie gry w Górniku Wałbrzych (2009)

W sezonie 2007/2008 w barwach pierwszej drużyny Prokomu Trefla zadebiutował w rozgrywkach Euroligi, gdzie wystąpił w 2 meczach (przeciw Virtusowi Rzym i Montepaschi Siena), zdobywając łącznie 4 punkty. Wystąpił także w 5 meczach Polskiej Ligi Koszykówki, w których zdobył łącznie 14 punktów (średnio 2,8). Wraz z sopockim klubem zdobył także ponownie mistrzostwo Polski. Ponadto w tym samym sezonie Waczyński grał także w I lidze z rezerwami Prokomu Trefla (12 meczów, średnio po 12,3 punktu, 3,1 zbiórki, 3,1 asysty i 1,6 przechwytu), a także w II lidze z zespołem OSSM PZKosz Sopot (18 spotkań, średnio po 19,2 punktu). W 2008 roku zdobył także wicemistrzostwo Polski juniorów starszych.

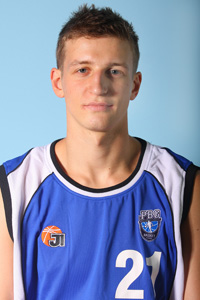
Adam Waczyński w barwach klubu PBG Basket Poznań (2009)

#### Górnik Wałbrzych (2008–2009)
We wrześniu 2008 roku Waczyński został koszykarzem Górnika Wałbrzych. Pod koniec rozgrywek, ze względu na problemy finansowe Górnika, kilkukrotnie występował także na pozycji rozgrywającego. W zespole tym wystąpił w sumie 26 spotkaniach najwyższej klasy rozgrywkowej, w których zdobywał średnio po 10,4 punktu, 3,4 zbiórki, 1,7 asysty i 1,4 przechwytu na mecz. Zespół z Wałbrzycha spadł jednak z ligi. W marcu 2009 roku wziął także udział w Meczu Gwiazd Polskiej Ligi Koszykówki 2009, w którym zdobył 12 punktów dla zespołu Południa.

#### PBG Basket Poznań (2009–2010)
W czerwcu 2009 roku Waczyński został zawodnikiem klubu PBG Basket Poznań, występującego wówczas w Polskiej Lidze Koszykówki. W drużynie z Poznania w sezonie 2009/2010 rozegrał 25 spotkań ligowych, w których zdobywał przeciętnie po 9,4 punktu, 2,2 zbiórki, 2 asysty i 1,1 przechwytu na mecz. W marcu 2010 roku wziął także udział w Meczu Gwiazd Polskiej Ligi Koszykówki 2010, w którym zdobył 5 punktów dla zespołu Południa.

#### Trefl Sopot (2010–2014)

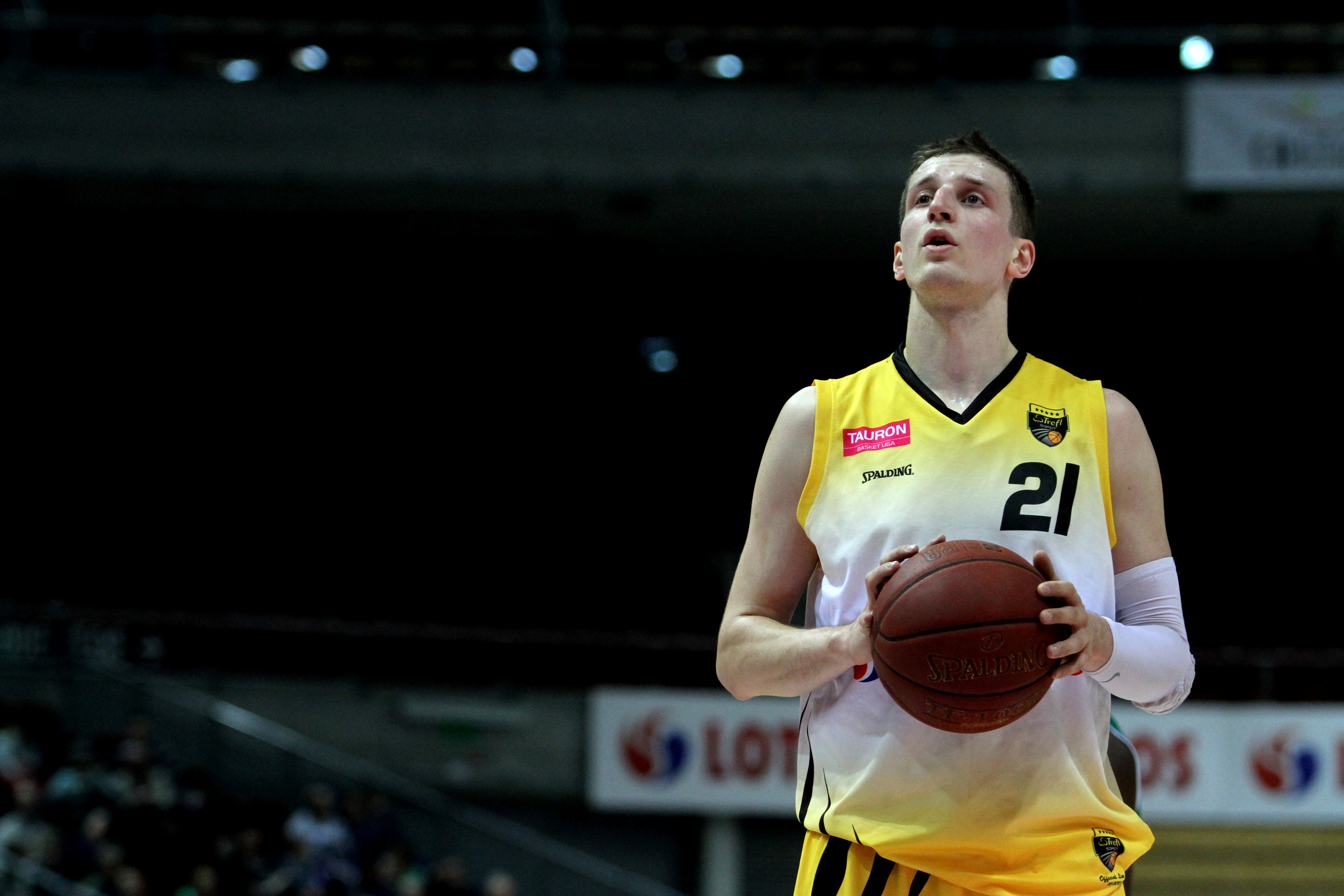
Adam Waczyński wykonujący rzut osobisty w trakcie meczu Polskiej Ligi Koszykówki (2014)

W czerwcu 2010 roku Waczyński powrócił do Sopotu, gdzie został koszykarzem Trefla Sopot, z którym podpisał dwuletni kontrakt. W sezonie 2010/2011 rozegrał 35 spotkań ligowych, w których zdobywał przeciętnie po 10,1 punktu i 2,7 zbiórki na mecz. Wystąpił także w 2 przegranych przez Trefl meczach kwalifikacji do rozgrywek EuroChallenge z belgijskim klubem Dexia Mons-Hainaut, w których zdobył razem 26 punktów. W styczniu 2010 zagrał również ponownie w Meczu Gwiazd Polskiej Ligi Koszykówki, w którym zdobył 8 punktów dla drużyny Północy. Indywidualnie został także nagrodzony tytułem Największy Postęp PLK. W sezonie 2010/2011 zagrał także dwukrotnie w meczach drugoligowych rezerw Trefla, dla których zdobył 38 punktów i 15 zbiórek.
W grudniu 2011 roku, jeszcze w trakcie obowiązywania poprzedniej dwuletniej umowy, przedłużył umowę z Treflem o kolejne dwa sezony, do końca sezonu 2013/2014. W sezonie 2011/2012 wystąpił w 49 spotkaniach ligowych, w których zdobywał średnio po 11 punktów, 3,3 zbiórki i 2 asysty na mecz. Wraz z drużyną Trefla zdobył wicemistrzostwo Polski i zwyciężył w rozgrywkach Pucharu Polski. Indywidualnie został wybrany do „trzeciej piątki” sezonu PLK (oprócz niego wybrani do niej zostali także Stanley Burrell, Kamil Chanas, Przemysław Zamojski, i Adam Hrycaniuk).

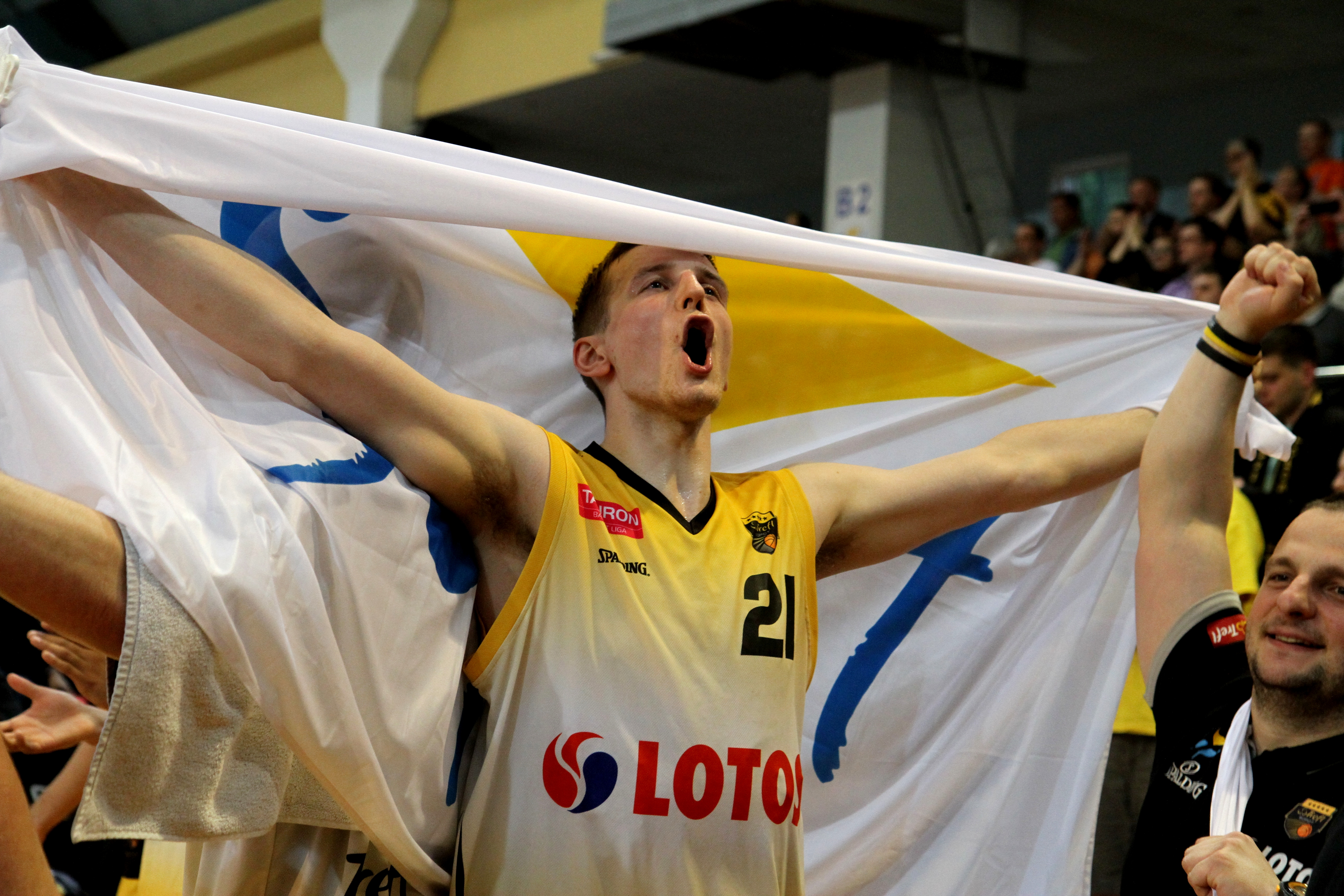
Adam Waczyński po zdobyciu z Treflem Sopot brązowego medalu Polskiej Ligi Koszykówki (2014)

W sezonie 2012/2013 wraz z Treflem Waczyński wziął udział w rozgrywkach Eurocup, w których wystąpił w 6 meczach, zdobywając średnio po 10,8 punktu, 2,7 zbiórki i 2,7 asysty na spotkanie. W lidze rozegrał łącznie 36 spotkań, w których zdobywał przeciętnie po 13,9 punktu, 3,9 zbiórki i 2,7 asysty na mecz. Indywidualnie został wybrany do „drugiej piątki” sezonu PLK (oprócz niego wybrani do niej zostali także Krzysztof Szubarga, Łukasz Wiśniewski, Michał Chyliński oraz Filip Dylewicz). Wraz z zespołem z Sopotu zwyciężył w Superpucharze Polski. Ponadto zdobył także ponownie Puchar Polski, a sam został MVP turnieju finałowego tych rozgrywek.
W sezonie 2013/2014 Waczyński został liderem sopockiej ekipy. Wraz z Treflem ponownie zdobył Superpuchar Polski. W PLK rozegrał 45 spotkań, w których zdobywał przeciętnie po 14,8 punktu i 4 zbiórki na mecz. Wraz z drużyną Trefla zdobył brązowy medal mistrzostw Polski. Indywidualnie został wybrany do „drugiej piątki” sezonu PLK (oprócz niego wybrani do niej zostali także Łukasz Koszarek, J.P. Prince, Filip Dylewicz i Damian Kulig). W marcu 2014 roku wziął także udział w Meczu Gwiazd PLK przeciwko lidze czeskiej, w którym zdobył 6 punktów.

#### Río Natura Monbús Obradoiro (2014–2016)
W czerwcu 2014 roku został zawodnikiem hiszpańskiego klubu Río Natura Monbús Obradoiro, z którym podpisał dwuletni kontrakt. W Lidze ACB zadebiutował w październiku 2014 roku w meczu z klubem La Bruixa d'Or Manresa, w którym w 15 minut zdobył 7 punktów i 3 asysty. W 32. kolejce został także nagrodzony tytułem zawodnika kolejki po tym jak w meczu z Unicają Malagą zdobył 24 punkty i 6 zbiórek. Ponadto w trakcie rozgrywek dwukrotnie wybierano go do „pierwszej piątki” kolejki ligi ACB. W całym sezonie 2014/2015 wystąpił w sumie w 34 meczach ligowych, w których spędzając na boisku przeciętnie po około 21 minut zdobywał po 12,5 punktu. Waczyński był w tych rozgrywkach najlepszym strzelcem zespołu Obradoiro.
W 3. kolejce sezonu 2015/2016 w meczu przeciwko klubowi CAI Saragossa w 28 minut zdobył 30 punktów (trafiając m.in. 6 rzutów za 3 punkty), 8 zbiórek (ustanawiając tym samym najlepsze wyniki w lidze ACB w tych 3 kategoriach statystycznych w karierze), uzyskując wskaźnik evaluation na poziomie 36. Za występ ten został nagrodzony wyborem do „pierwszej piątki” i tytułem MVP kolejki ligi ACB. W sumie w pierwszych 3 meczach tych rozgrywek uzyskiwał średnio po 18,7 punktu na mecz (najwyższa średnia w lidze), trafiając 11 z 13 rzutów za 3 punkty (85% skuteczności).
W styczniu 2016 został wybrany debiutantem roku ligi ACB przez hiszpański magazyn "Gigantes del Basket".

#### Unicaja Málaga (od 2016)
W lipcu 2016 roku podpisał umowę z hiszpańską Unicają Málaga.
9 września 2021 dołączył do Casademontu Saragossa.

### Kariera reprezentacyjna

#### Reprezentacje juniorskie (2006–2009)
Waczyński jest byłym reprezentantem Polski do lat 18 i 20. Z kadrą do lat 18 dwukrotnie wystąpił w mistrzostwach Europy dywizji B w tej kategorii wiekowej – w 2006 roku zdobywał średnio po 9,4 punktu i 5,3 zbiórki, a rok później przeciętnie po 17,9 punktu i 3,6 zbiórki. Także z reprezentacją do lat 20 dwukrotnie uczestniczył w mistrzostwach Europy dywizji B w tej kategorii wiekowej – w 2008 roku zdobywał średnio po 16,4 punktu, 5 zbiórek i 2,6 asysty, a rok później przeciętnie po 13,9 punktu, 4 zbiórki oraz 2,7 asysty na mecz. W 2007 roku wraz z kadrą do lat 18 i w 2009 roku z reprezentacją do lat 20 zdobywał brązowe medale mistrzostw Europy dywizji B w tych kategoriach wiekowych.

#### Reprezentacja seniorska (od 2010)

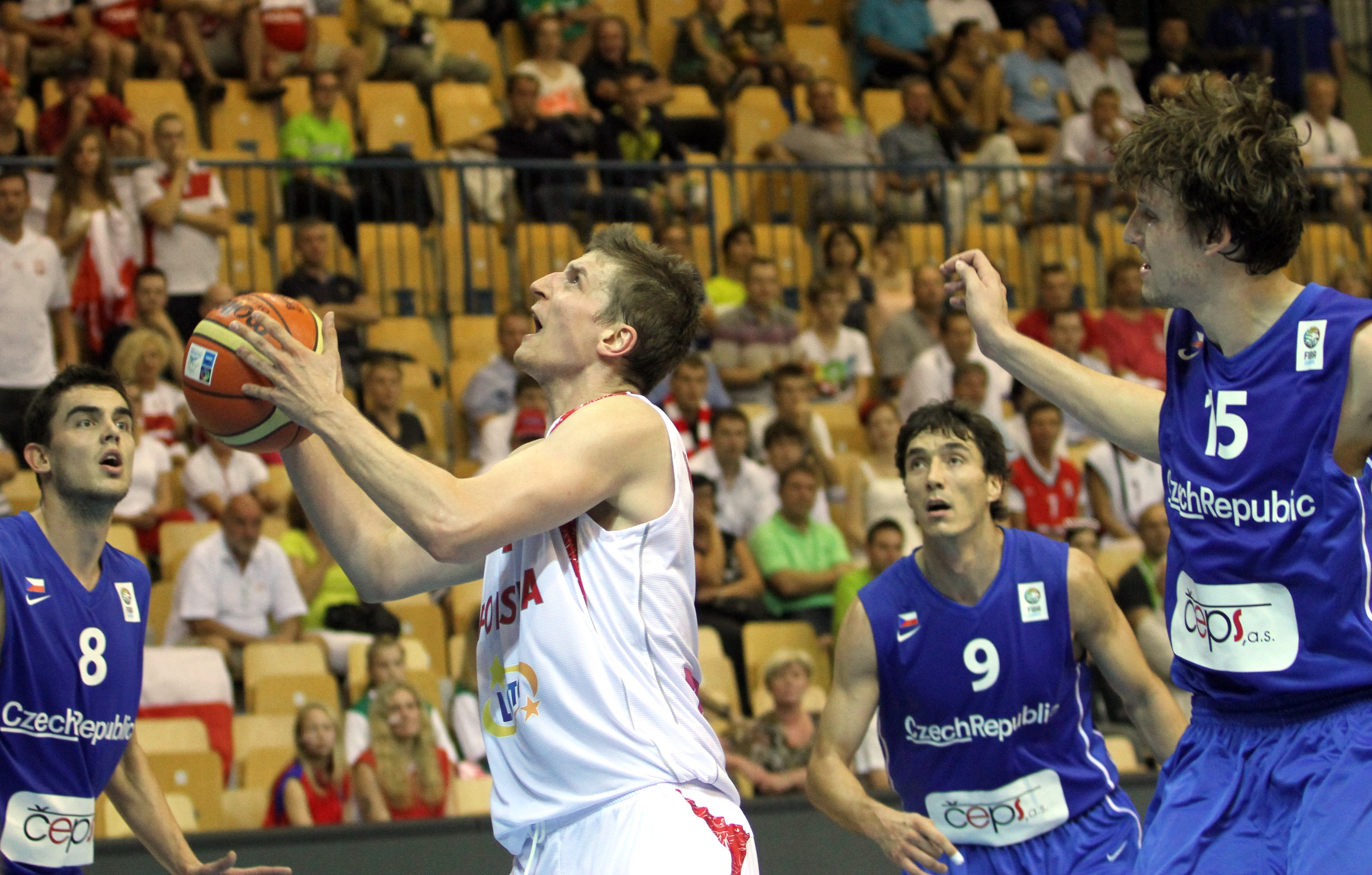
Adam Waczyński (z piłką) w meczu z Czechami w czasie EuroBasketu 2013

Waczyński w szerokim składzie seniorskiej reprezentacji Polski znalazł się przed Mistrzostwami Europy w Koszykówce Mężczyzn 2009, jednak ostatecznie zadebiutował w niej w 2010 roku, gdy rozegrał 7 spotkań, zdobywając średnio po 3,3 punktu w meczu.
Rok później pojechał po raz pierwszy w karierze na mistrzostwa Europy, na których zagrał w 4 meczach, spędzając na parkiecie w sumie około 14 minut i nie zdobywając ani jednego punktu, zbiórki, czy asysty. Reprezentacja Polski w zawodach tych uplasowała się na 17. pozycji.
W 2012 roku wystąpił we wszystkich 8 meczach eliminacji do EuroBasketu 2013, spędzając łącznie na boisku około 95 minut, w czasie których zdobył 36 punktów, 16 zbiórek i 10 asyst (średnio kolejno: 4,5, 2 oraz 1,2 na mecz).
W mistrzostwach Europy wystąpił ponownie w 2013 roku, gdy zagrał we wszystkich 5 meczach, spędzając na parkiecie około 77 minut i zdobywając w tym czasie łącznie 20 punktów i 9 zbiórek. Reprezentacja Polski ukończyła tę imprezę na 21. miejscu.

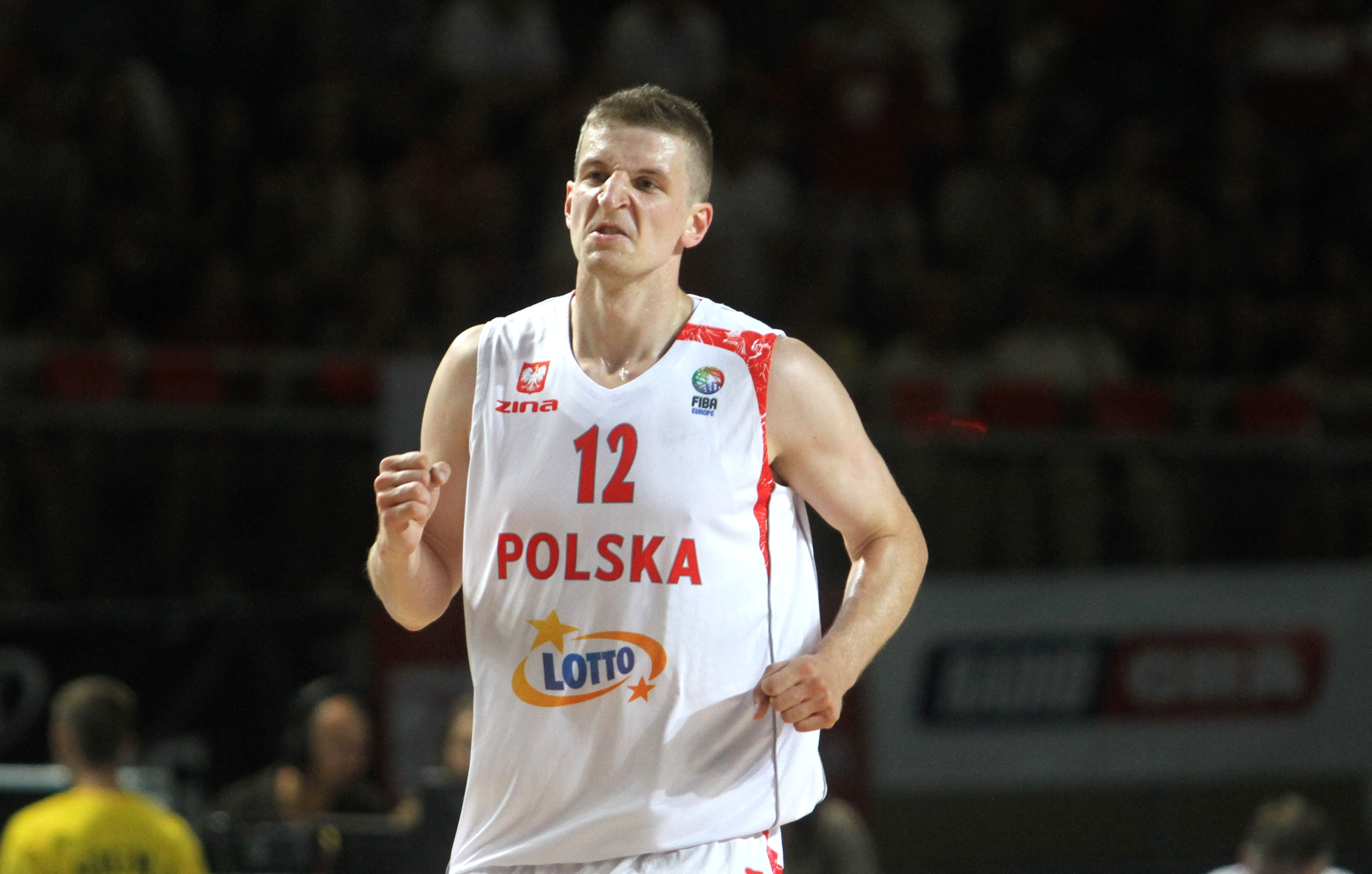
Adam Waczyński w meczu eliminacji do EuroBasketu 2015 z Niemcami (2014)

Rok później w eliminacjach do EuroBasketu 2015 ponownie zagrał we wszystkich, tym razem 6, spotkaniach tych rozgrywek. Przebywając na parkiecie przeciętnie niespełna 27 minut zdobywał średnio po 14 punktów, 3,5 zbiórki i 3,2 asysty na mecz.
Waczyński został także powołany na mistrzostwa Europy w 2015 roku, podczas których został jednym z podstawowych zawodników polskiej kadry. W pierwszej rundzie w meczu z reprezentacją Bośni i Hercegowiny w ciągu 29 minut zdobył 15 punktów (najwięcej dla Polski, drugi wynik w meczu) i miał 3 zbiórki, przeciwko Rosji w 29 minut zdobył 23 punkty (najwięcej w meczu), w spotkaniu z Francją w 30 minut zdobył 18 punktów (najwięcej w meczu), przeciw Izraelowi w 32 minuty zdobył 13 punktów (najlepszy wynik w polskiej kadrze, wspólnie z Damianem Kuligiem), a w meczu z Finlandią w 34 minuty uzyskał 17 punktów (najwięcej w meczu, dla Finlandii tyle samo rzucił Shawn Huff), 4 zbiórki oraz 3 asysty. W sumie w meczach pierwszej rundy Waczyński, zdobywający przeciętnie po 17,2 punktu na mecz, był siódmym najlepszym strzelcem turnieju, przegrywając pod tym względem jedynie z koszykarzami będącymi w tym czasie zawodnikami klubów NBA. W przegranym meczu 1/8 finału z Hiszpanią w 34 minuty uzyskał 9 punktów (drugi wynik w polskiej kadrze, wspólnie z A.J. Slaughterem, Mateuszem Ponitką i Marcinem Gortatem), 4 zbiórki (drugi rezultat dla Polski, wspólnie z Kuligiem) i 2 asysty. W sumie w całym turnieju uzyskiwał średnio po 15,8 punktu, 2,5 zbiórki, 1,3 asysty i 1,2 przechwytu na mecz. W polskiej reprezentacji uzyskał największą średnią ilość minut spędzanych w czasie turnieju na boisku, największą średnią zdobywanych punktów i uzyskiwanych przechwytów, a także najwięcej wymuszonych fauli i najwyższą skuteczność w rzutach za 3 punkty. Mistrzostwa Europy zakończył także z 11. najwyższą średnią zdobywanych punktów spośród wszystkich koszykarzy biorących w nich udział (ex aequo z Galem Mekelem).
Podczas turnieju mistrzostw świata 2019 w Chinach w pierwszym etapie grupowym był najlepiej punktującym (16) reprezentantem Polski i został wybrany najlepszym graczem trzeciego spotkania przeciw Wybrzeżu Kości Słoniowej (80:63), w drugim etapie grupowym był najlepiej punktującym (18) reprezentantem Polski pierwszego spotkania przeciw Rosji (79:74), w pierwszym meczu rywalizacji o miejsca 5-8 był najlepiej punktującym (22) reprezentantem Polski pierwszego spotkania przeciw Czech (84:94). Łącznie w całym turnieju był pierwszym punktującym Polski (111), drugim w klasyfikacji asyst (22). W klasyfikacji wszystkich zawodników turnieju był dwunasty w klasyfikacji punktujących (111) oraz pierwszy w klasyfikacji skuteczności wykonywania rzutów wolnych (93,3% – 28 z 30 wykorzystanych).

## Życie prywatne

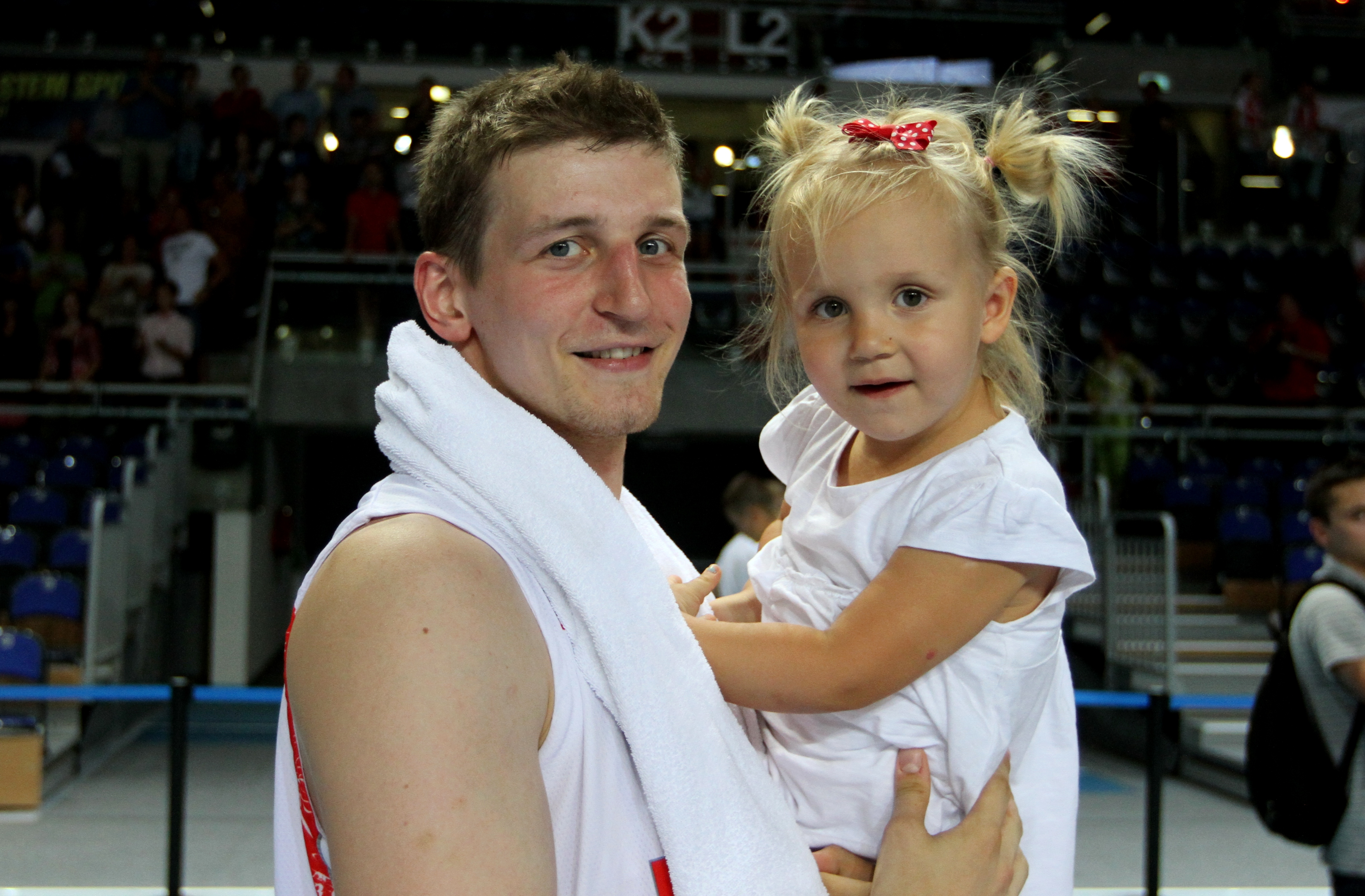
Adam Waczyński z córką (2014)

Adam Waczyński jest wnukiem Szczepana Waczyńskiego, byłego reprezentanta Polski, oraz synem Witolda Waczyńskiego, który również był koszykarzem, a po zakończeniu kariery działaczem sportowym. Żoną Waczyńskiego jest Natalia (z domu Niewrzawa), była koszykarka, z którą ma dwójkę dzieci – Julię (urodzona w 2011 roku) i Aleksa (urodzony w 2014 roku).

## Osiągnięcia
Stan na 9 października 2021

### Drużynowe
Seniorskie
- Mistrz:
  - Eurocup (2017)
  - Polski (2005 i 2008)
- Wicemistrz Polski (2012)
- Brązowy medalista mistrzostw Polski (2014)
- Zdobywca:
  - Pucharu Polski (2012 i 2013)
  - Superpucharu Polski (2012 i 2013)
- Finalista Pucharu Hiszpanii (2020)

Młodzieżowe
- Dwukrotny mistrz Polski juniorów (2006 i 2007)[2]
- Wicemistrz Polski juniorów starszych (2008)[19]

### Indywidualne
- MVP:
  - Pucharu Polski (2013)
  - miesiąca PLK (luty, grudzień 2013)
  - kolejki Ligi ACB (32. kolejka sezonu 2014/2015[60], 3. kolejka sezonu 2015/2016[3])
- Debiutant roku ligi ACB (2015 według Gigantes del Basket)[39]
- Największy postęp sezonu TBL (2011)[26]
- Uczestnik meczu gwiazd:
  - PLK (2009, 2010, 2011, 2014)[23]
  - U–21 polskiej ligi (2006)[61]
- Zaliczony do:
  - I składu:
    - PLK:
      - oficjalnego – 2012, 2014[62][63]
      - przez dziennikarzy (2014)[28]

    - kolejki ligi ACB (4x)[38]

  - II składu TBL (2013 przez dziennikarzy)[28]
  - III składu TBL (2012 przez dziennikarzy)[28]
- Uczestnik konkursu rzutów za 3 punkty PLK (2014)[64]
- Lider strzelców mistrzostw Polski U–20 (2008)

### Reprezentacja
Seniorska
- Uczestnik mistrzostw: 
  - świata (2019 – 8. miejsce)
  - Europy (2011 – 17. miejsce, 2013 – 21. miejsce, 2015 – 11. miejsce, 2017 – 18. miejsce)
- Współlider mistrzostw świata w skuteczności rzutów wolnych (93,3% – 2019)[65]

Młodzieżowe
- Brązowy medalista mistrzostw Europy dywizji B:
  - U–20 (2009)
  - U–18 (2007)
- Uczestnik mistrzostw Europy U–20 Dywizji B (2008 – 13. miejsce)

## Statystyki

### W rozgrywkach krajowych
| Sezon   | Drużyna                  | M  | S5 | MPG  | FG% | 3P% | FT%  | RPG | APG | SPG | BPG | PPG  |
| ------- | ------------------------ | -- | -- | ---- | --- | --- | ---- | --- | --- | --- | --- | ---- |
| 2004/05 | Prokom Trefl Sopot (PLK) | 1  | 0  | 4,0  | 50% | 0%  | 0%   | 0,0 | 0,0 | 0,0 | 0,0 | 2,0  |
| 2007/08 | Prokom Trefl Sopot (PLK) | 5  | 0  | 6,6  | 55% | 40% | 100% | 0,6 | 0,2 | 0,4 | 0,0 | 2,8  |
| 2008/09 | Górnik Wałbrzych (PLK)   | 26 | 19 | 25,5 | 44% | 41% | 70%  | 3,4 | 1,7 | 1,4 | 0,2 | 10,4 |
| 2009/10 | PBG Basket Poznań (PLK)  | 25 | 11 | 22,0 | 52% | 33% | 77%  | 2,0 | 2,0 | 1,1 | 0,1 | 9,4  |
| 2010/11 | Trefl Sopot (PLK)        | 35 | 22 | 23,1 | 46% | 36% | 82%  | 2,7 | 1,3 | 0,9 | 0,1 | 10,1 |
| 2011/12 | Trefl Sopot (PLK)        | 49 | 38 | 26,1 | 49% | 33% | 79%  | 3,3 | 2,0 | 1,0 | 0,2 | 11,0 |
| 2012/13 | Trefl Sopot (PLK)        | 36 | 33 | 28,9 | 49% | 45% | 80%  | 3,9 | 2,7 | 0,8 | 0,2 | 13,9 |
| 2013/14 | Trefl Sopot (PLK)        | 45 | 43 | 28,8 | 48% | 45% | 82%  | 4,0 | 1,6 | 1,1 | 0,0 | 14,8 |
| 2014/15 | Río Natura Monbús (ACB)  | 34 | 14 | 21,3 | 44% | 42% | 84%  | 1,9 | 1,7 | 0,5 | 0,0 | 12,5 |
| 2015/16 | Río Natura Monbús (ACB)  | 27 | 22 | 26,1 | 46% | 42% | 90%  | 2,4 | 1,3 | 0,5 | 0,0 | 14,6 |
| 2016/17 | Unicaja Málaga (ACB)     | 30 | 11 | 18,5 | 50% | 44% | 63%  | 2,4 | 1,0 | 0,6 | 0,1 | 8,0  |
| 2017/18 | Unicaja Málaga (ACB)     | 35 | 14 | 17,7 | 46% | 42% | 73%  | 1,9 | 0,9 | 0,5 | 0,0 | 8,2  |

### W rozgrywkach międzynarodowych
| Sezon   | Drużyna                       | M  | S5 | MPG  | FG% | 3P% | FT% | RPG | APG | SPG | BPG | PPG  |
| ------- | ----------------------------- | -- | -- | ---- | --- | --- | --- | --- | --- | --- | --- | ---- |
| 2007/08 | Prokom Trefl Sopot (Euroliga) | 2  | 0  | 6,1  | 40% | 0%  | –   | 0,5 | 0,0 | 0,0 | 0,0 | 2,0  |
| 2012/13 | Trefl Sopot (Eurocup)         | 6  | 3  | 25,9 | 50% | 47% | 85% | 2,7 | 2,7 | 0,2 | 0,3 | 10,8 |
| 2016/17 | Unicaja Málaga (Eurocup)      | 22 | 11 | 19,8 | 45% | 45% | 67% | 2,7 | 0,7 | 0,4 | 0,1 | 7,6  |
| 2017/18 | Unicaja Málaga (Euroliga)     | 27 | 8  | 18,9 | 50% | 50% | 83% | 2,3 | 1,1 | 0,7 | 0,0 | 10,1 |